# Свиногорье
 Свиного́рье  — село в Елабужском районе Татарстана. Входит в состав Костенеевского сельского поселения.

## География
Находится в северной части Татарстана на расстоянии приблизительно 32 км на запад-юго-запад по прямой от районного центра города Елабуга на правом берегу Камы.

## История
Село известно с 1668 года. Первоначально являлось собственностью Раифского Богородицкого монастыря. В начале XX веке здесь действовали Христорождественская церковь (открыта в 1901 году) и земская школа.

## Население
Постоянных жителей было в 1859 году — 1606, в 1887—1696, в 1905—1834, в 1920—1494, в 1926—1544, в 1938—1000, в 1949—916, в 1958—685, в 1970—412, в 1979—215, в 1989—118. Постоянное население составляло 67 человек (русские 97 %) в 2002 году, 53 в 2010.